# Cosmos 662
Cosmos 662 (en cirílico, Космос 662) fue un satélite artificial militar soviético perteneciente a la clase de satélites DS (tipo DS-P1-I) y lanzado el 26 de junio de 1974 mediante un cohete Kosmos-2I desde el cosmódromo de Plesetsk.

## Objetivos
Cosmos 662 fue parte de una red de satélites militares utilizados para calibrar y mejorar el sistema de detección antimisiles balísticos soviético. El propósito declarado por la Unión Soviética ante la Organización de las Naciones Unidas en el momento del lanzamiento era realizar "investigaciones de la atmósfera superior y el espacio exterior".

## Características
El satélite tenía una masa de 400 kg, forma dodecaédrica y la alimentación eléctrica era proporcionada por células solares situadas en su superficie. Reentró en la atmósfera el 28 de agosto de 1976. El satélite fue inyectado en una órbita con un perigeo de 282 km y un apogeo de 838 km, con una inclinación orbital de 71 grados y un período de 95,5 minutos.